# Matilda Merkel
Matilda Merkel (* 30. Juni 1996 in Köln-Nippes) ist eine deutsche Schauspielerin.
Merkel wirkte 2009 bei mehreren Hörspielproduktionen des WDR mit. In der Münsteraner Tatort-Folge Spargelzeit hatte sie 2010 ihre erste Fernsehrolle, für die sie 2011 eine Nominierung des Bunte New Faces Award als beste Nachwuchsschauspielerin erhielt.
An der Seite von Wotan Wilke Möhring hatte sie 2011 eine Hauptrolle im Familiendrama Der letzte schöne Tag.

## Filmographie
- 2010: Pastewka – Der Pusher
- 2010: Tatort – Spargelzeit (Regie: Manfred Stelzer)
- 2011: Sturmfrei (Regie: Sarah Winkenstette)
- 2011: Der letzte schöne Tag (Regie: Johannes Fabrick)
- 2011: Ramona (Regie: Rouchdi Guedria)
- 2013: Tatort – Eine andere Welt (Regie: Andreas Herzog)
- 2014: Koslowski & Haferkamp – Der Einprozenter (TV-Serie)
- 2016: Heldt – Affentheater (TV-Serie)
- 2016: Radio Heimat (Regie: Matthias Kutschmann)
- 2016: Aufbruch
- 2017: Bettys Diagnose – Unverhofft (TV-Serie)
- 2018: Team 13 – Freundschaft zählt (TV-Serie)
- 2018: Freaks (Webserie)
- 2018: Raus
- 2020: In aller Freundschaft (Fernsehserie)
- 2020: WaPo Bodensee – Gefährliche Träume
- 2022: Eingeschlossene Gesellschaft